# Национальное агентство полиции (Республика Корея)
Национальное агентство полиции Республики Корея (кор. 경찰청?, 警察廳?; англ. Korean National Police Agency, KNPA) — является единственным полицейским ведомством в Республике Корея и находится в ведении Министерства внутренних дел и безопасности. Оно обеспечивает работу всей полиции на национальном уровне. Его система отличается от систем многих стран, включая Францию, где полицейские разделяются между национальной полицией и жандармерией, или США со своей слоистой системой федеральных, штатных, региональных и местных организаций по поддержанию правопорядка.
Агентство делится на 18 местных (территориальных) органов полиции, в том числе на Агентство полиции Сеула. Местные органы полиции не являются независимыми от национальной полиции.

## История

### Предшественники
Истоком корейской полицейской организации является Полицейское управление (кор. 경무국) Временного правительства Республики Корея. Устав Временного правительства Кореи, обнародованный 25 апреля 1919 года, оговаривал роли и обязанности полицейского управления при Временном правительстве.[8] Первым генеральным комиссаром полицейского управления был Ким Гу, который заложил основу корейской полиции. Полиция Временного правительства охраняла ключевых лиц в правительстве и правительственных зданиях, а также поддерживала общественную безопасность в зарубежном корейском обществе.
В 1923 году Ким Гу основал Патрульную службу кварталов (кор. 의경대) в шанхайской группе зарубежных корейцев. Её миссия заключалась в поддержании общественной безопасности в корейском обществе Шанхая. Эта организация позже была переименована в Корейскую патриотическую организацию, секретную организацию, целью которой было убийство видных японских деятелей Японской империи.
15 августа 1945 года, после освобождения и разделения Кореи, армия Соединённых Штатов создала Американское военное правительство в Корее. При нём было создано Бюро полицейского управления (кор. 경무부) под руководством Лоуренса Э. Шика, а 21 октября в каждой провинции было создано полицейское управление. Эта полицейская организация была сформирована из 2000 офицеров, большинство из которых были бывшими полицейскими колониального правительства. Первым директором Национального полицейского управления был Чо Бён Ок, срок полномочий которого начался 21 октября.
В 1946 году Бюро полицейского управления было преобразовано в Департамент по делам полиции. 5 марта полицейское управление создало Железнодорожный провинциальный отдел полиции, который был в конечном итоге упразднён в 1949 году. В этот период корейская полиция была участвовала в конфликтах, таких как Осеннее восстание 1946 года и восстание на острове Чеджу между 1948 и 1949 годами. Первая республика Южной Кореи была основана 15 августа 1948 года, и Ли Сын Ман был избран первым президентом Кореи после выборов в мае 1948 года. 14 ноября 1948 года при министре внутренних дел было создано Бюро национальной безопасности (кор. 치안국). 18 ноября полицейские агентства были созданы в каждом городе и провинции Южной Кореи.
Когда в 1950 году началась Корейская война, полиция была в неё вовлечена. Штаб-квартира Боевых полицейских сил была создана в Тхэбэке и на горе Чири. 25 июня 1950 года, около 3:00 утра, полицейский из города Каннын, Чон Дэук, стал первой жертвой боевых действий Корейской войны. За весь период войны было убито 10 618 офицеров и ещё 6 760 ранено. Некоторые полицейские участвовали в военных расправах, таких как расправа над Лигой Бодо. Ким Тэ Сон, начальник столичной полиции Сеула, признался, что лично казнил не менее 12 «коммунистов и подозреваемых в коммунизме» после начала войны. 14 декабря 1953 года был принят Закон об исполнении обязанностей полицейского, который регулировал обязанности корейских полицейских.
В 1955 году был создан Национальный институт научной инспекционной службы, ныне известный как Национальная судебно-медицинская служба. В 1967 году в каждом городе и провинции были созданы боевые полицейские отряды. В 1972 году Полицейская специальная академия была преобразована в Национальный полицейский колледж. 24 декабря 1974 года в связи с принятием нового Закона об организации государственного управления должность Генерального комиссара Главного управления национальной безопасности (кор. 치안본부) была повышена до статуса государственной должности, а должность главы департамента была повышена до должности государственного чиновника.
24 декабря 1974 года Бюро национальной безопасности было преобразовано в Главное управление национальной безопасности, независимое от министра внутренних дел. В то же время, в рамках реформ организаций Главного управления национальной безопасности, полиция упразднила должность Генерального директора по общественному миру и обороне и создала первый, второй и третий отделы. В этот период президент Республики Корея Пак Чон Хи захватил власть в ходе Октябрьской реставрации и принял чрезвычайные меры. Корейская полиция столкнулась с ведущими членами оппозиции и протестующими, например, во время демократических протестов в Пусане и Масане.
26 октября 1979 года Пак Чон Хи, третий президент Республики Корея, был убит. 12 декабря генерал-майор армии Чон Ду Хван, начальник Командования безопасности, захватил власть в результате государственного переворота 12-12. В следующем году протесты вынудили Кабинет министров распространить военное положение на всю страну. В городе Кванджу протестующие собрались, чтобы выразить протест против авторитарного правительства, что привело к восстанию в городе. Первоначально отпор протестующим оказывала полиция. Ан Бён Ха, генеральный комиссар полицейского управления провинции Чоннам, отклонил приказ военного режима расстреливать граждан. Он был отстранён от должности и подвергнут пыткам Корпусом армейской контрразведки.
В 1982 году полиция увеличила численность сотрудников службы безопасности на 3292 человека из-за отмены комендантского часа, упразднила систему вице-президентов Национального полицейского колледжа и заменила заместителя декана Национального полицейского колледжа на генерального директора факультета, генерального суперинтенданта.
21 января 1984 года были набраны первые 12 боевых полицейских корпусов. В тот же день были набраны 88 сотрудников полиции Олимпийской скоростной автомагистрали. В 1987 году этот боевой отряд был увеличен до пяти специальных мобильных полицейских сил, двух мобильных полицейских сил и одной роты по защите аэропорта.
В 1987 году Пак Чон Чхоль, президент студенческого совета на факультете лингвистики Сеульского национального университета, был задержан во время расследования протестов против диктатуры Чон Ду Хвана и последствий восстания в Кванджу 1980 года. Пак отказался признаться в местонахождении одного из своих соратников-активистов. Во время допроса власти применили к нему методы пыток водой, в конечном итоге приведшие к его смерти 14 января 1987 года. Информация, связанная с событиями смерти Пак Чон Чхоля, изначально скрывалась. Однако «Ассоциация католических священников за справедливость» раскрыла правду общественности 18 мая, что ещё больше разожгло общественные настроения. Ассоциация запланировала демонстрацию 10 июня в его честь. Благодаря этому движению, названному «Июньской борьбой», военный режим президента Чон Ду Хвана и его соратника Ро Дэ У согласился с ключевыми требованиями прямых президентских выборов и восстановления гражданских свобод.
В 1990 году в соответствии с президентским указом № 12931 набор сотрудников полиции был увеличен на 2133 человека, включая 1256 патрульных офицеров.

### Национальное агентство полиции
24 июля 1991 года, согласно Президентскому указу № 13431, были организованы Национальное агентство полиции и его дочерние организации. 26 июля пересмотренный Закон об организации правительства (Закон № 4268) и Закон о полиции (Закон № 4369) регламентировали деятельность Комитета полиции (Президентский указ № 13432) и скорректировал возможности полицейских организаций. 31 июля Президентским указом № 13431 была организована Береговая охрана Кореи. 1 августа Главное управление национальной безопасности было переименовано в Национальное агентство полиции.
В 1995 году полицейские участки и полицейские будки были объединены, как термины, и переименованы в полицейские управления. Национальное агентство полиции и аффилированные организации были признаны Президентским указом № 14823. 8 августа 1996 года Национальное агентство и аффилированные организации были реорганизованы (Президентский указ № 15136), передав полномочия Национального морского полицейского агентства Министерству морских дел и рыболовства.
29 сентября 2000 года Национальное агентство полиции создало Центр по борьбе с кибертерроризмом, разделённый на четыре группы: Группа совместных операций, Группа отчётов и предупреждений, Группа инспекционной службы и Группа развития навыков. 27 марта 2001 года в целях обеспечения соблюдения Положения о Национальном агентстве полиции был создан Отдел полиции международного аэропорта Инчхон при Инчхонском столичном полицейском агентстве. Кроме того, полицейский отряд международного аэропорта Кимпхо был переименован в полицейский отряд аэропорта Кимпхо столичного полицейского управления Сеула.
В 2006 году провинция Чеджудо стала самоуправляемой. По этой причине местное полицейское управление Чеджу было реорганизовано в Особое самоуправляемое местное полицейское управление Чеджу в соответствии с Законом об особом самоуправлении Чеджудо.

## Звания в полиции РК
| Ранг (звание)                      | хангыль / ханча     | изобр. |
| Генеральный комиссар1              | 치안총감 / 治安總監 |        |
| Главный генеральный суперинтендант | 치안정감 / 治安正監 |        |
| Старший генеральный суперинтендант | 치안감 / 治安監     |        |
| Генеральный суперинтендант         | 경무관 / 警務官     |        |
| Старший суперинтендант             | 총경 / 總警         |        |
| Суперинтендант                     | 경정 / 警正         |        |
| Старший инспектор                  | 경감 / 警監         |        |
| Инспектор                          | 경위 / 警衛         |        |
| Помощник инспектора                | 경사 / 警査         |        |
| Старший полицейский                | 경장 / 警長         |        |
| Полицейский                        | 순경 / 巡警         |        |
| Помощник полицейского2             | 순경시보 / 巡警試補 | —      |

1 — может быть назначено не более одного человека одновременно.
2 — новые сотрудники полиции (офицеры) назначаются помощником полицейского на двухлетний испытательный срок.
- Вспомогательные полицейские (ханг. 의경; ханча: 義警; англ. Auxiliary Policeman):
  - Сержант-констебль (ханг. 수경; ханча: 首警)
  - Капрал-констебль (ханг. 상경; ханча: 上警)
  - Рядовой констебль первого класса (ханг. 일경; ханча: 一警)
  - Рядовой констебль (ханг. 이경; ханча: 二警)

## Местные органы полиции
| Полицейское управление | Полицейские участки |
| ---------------------- | ------------------- |
| Сеул                   | 32                  |
| Пусан                  | 15                  |
| Тэгу                   | 11                  |
| Инчхон                 | 11                  |
| Тэджон                 | 6                   |
| Кванджу                | 6                   |
| Ульсан                 | 5                   |
| Кёнгидо                | 43                  |
| Канвондо               | 18                  |
| Чхунчхон-Пукто         | 13                  |
| Чхунчхон-Намдо         | 15                  |
| Седжон                 | 2                   |
| Чолла-Пукто            | 16                  |
| Чолла-Намдо            | 22                  |
| Кёнсан-Пукто           | 25                  |
| Кёнсан-Намдо           | 23                  |
| Чеджу                  | 4                   |

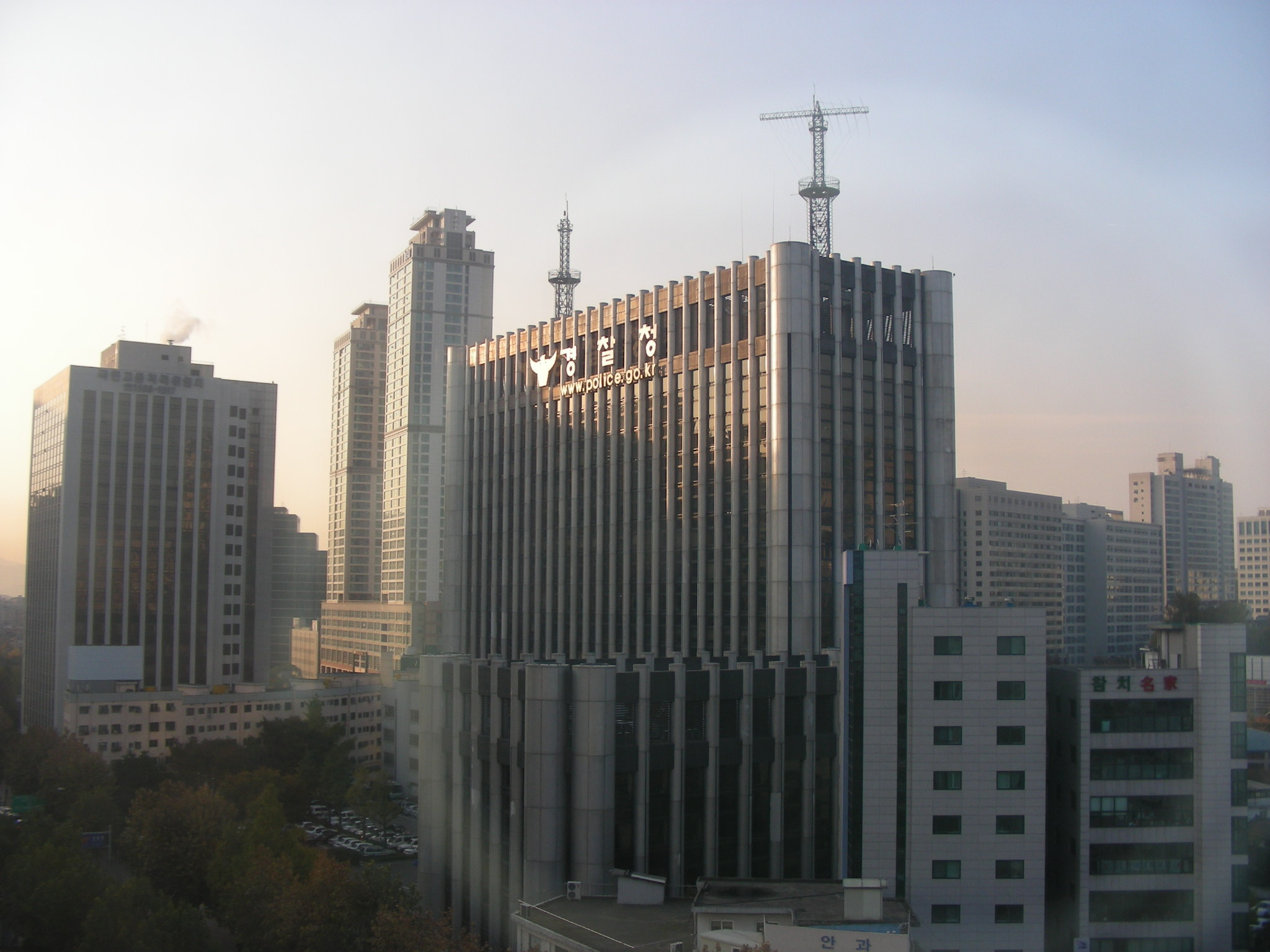
Штаб-квартира в Сеуле

Примечание: Количество полицейских участков полиции указано по состоянию на конец 2022 года.

## Полицейские команды
The KNP SOU (ханг. 경찰특공대, рус. СОБР, англ. K-SWAT) — это специализированное тактическое подразделение полиции для проведения сложных и опасных операций. Основная миссия подразделения — борьба с терроризмом, а также выполнение ордеров на арест с высоким риском, выполнение мер по спасению заложников и/или вооруженную интервенцию, а также привлечение к аресту вооруженных преступников.
- Полицейское управление Сеула — 4 эскадрона
- Полицейское управление города Пусан — 1 эскадрон
- Полицейское управление города Тэгу — 1 эскадрон
- Полицейское управление города Инчхон — 1 эскадрон
- Полицейское управление города Чхунчхон — 2 эскадрона
- Полицейское управление Чеджу — 1 эскадрон.